# Tih Minh
Tih Minh er en fransk stumfilm fra 1918 af Louis Feuillade.

## Medvirkende
- Mary Harald - Tih Minh
- René Cresté - Jacques d'Athys
- Georges Biscot - Placido
- Édouard Mathé - Francis Grey
- Louis Leubas - Kistna